# Zespół Lasthénie de Ferjol
Zespół Lasthénie de Ferjol (fr. Syndrome de Lasthénie de Ferjol) – niedokrwistość mikrocytowa niedobarwliwa spowodowana wywoływanymi przez chorego, dyskretnymi krwawieniami. Zespół obserwowany jest u kobiet z zaburzeniami osobowości, bardzo często związanych ze służbą zdrowia. Pojęcie stosowane jest niemal wyłącznie w literaturze medycznej francuskojęzycznej; termin wprowadził francuski hematolog Jean Bernard i wsp. w 1967 roku. Nazwa odnosi się do bohaterki powieści Jules’a Amédée Barbey d’Aurevilly Une Histoire sans nom, która, dręczona wyrzutami sumienia z powodu romansu, wbijając sobie igły w serce skazała się na powolną śmierć.